# Den hvide Tulipan
Den hvide Tulipan er en dansk stumfilm fra 1911 produceret af Nordisk Films Kompagni og instrueret af William Augustinus efter manuskript af Arvid Ringheim.

## Handling
Denne artikel mangler et handlingsreferat. Hjælp os med at skrive det.

## Medvirkende
- Susanne Friis
- Mathilde Felumb Friis
- Elna From
- Otto Detlefsen
- Doris Langkilde
- Julie Henriksen